# ۲۰۹ (میلادی)
۲۰۹ (میلادی) دویست  و نهمین سال تقویم میلادی است.

## درگذشتگان
‎